# Mèrmnades
Els mèrmnades (en llatí Mermnadae, en grec antic Μερμνάδαι) van ser una dinastia que va governar el Regne de Lídia des d'una data incerta entre el 720 aC i el 715 aC fins a la conquesta persa, que va tenir lloc cap a l'any 546 aC. La va fundar Giges, un oficial del darrer dels heràclides de la branca dels Tolònides o Sandònides, Candaules, al que va matar i es va casar amb la seva vídua.
Heròdot diu que va tenir cinc reis i dona els anys dels seus regnats. Segons Heròdot, van governar 170 anys des del 716 aC fins al 546 aC amb els següents períodes:
- 1.	Giges 	38 anys		716-678 aC
- 2.	Ardis 	49 anys		678-629 aC
- 3.	Sadiates 	12 anys		629-617 aC
- 4.	Aliates 	57 anys		617-560 aC
- 5.	Cresos 	14 anys		560-546 aC
- Total 	170 anys	 	716-546

Dionís d'Halicarnàs dona uns períodes molt similars i inicia el regnat de Giges el 718 aC. Eusebi de Cesarea dona una cronologia molt diferent, amb un període total de 150 anys:
- 1.	Giges 	36 anys		vers 700-664 aC
- 2.	Ardis 	37 anys		664-627 aC
- 3.	Sadiates 	15 anys		627-612 aC
- 4.	Aliates 	49 anys		612-563 aC
- 5.	Cresos 	15 anys		563-548 aC

## Dinastia dels mèrmnades
- Giges 720-682 aC
- Ardis II 682-633 aC
- Sadiates 633-621
- Aliates II 621-564 aC
- Cressos o Cressus 564-546 aC